# Gay and Lesbian Humanist Association
La Gay and Lesbian Humanist Association (GALHA) ou Galha LGBT Humanists est une association fondée au Royaume-Uni en 1979, initialement sous le nom de Gay Humanists Group. L'association milite pour l'égalité des droits minorités lesbiennes, gays, bisexeuelles et transgenres (LGBT), pour les droits de l'homme et l'humanisme. 
Depuis l'été 2012, l'association est membre officielle de la British Humanist Association. Par ailleurs, Galha est affiliée à l'Union internationale humaniste et éthique (IHEU) et à Amnesty International. Sa directrice actuelle est Adam Knowles.